# Tesla Giga Berlin
 (février 2020).
Si vous disposez d'ouvrages ou d'articles de référence ou si vous connaissez des sites web de qualité traitant du thème abordé ici, merci de compléter l'article en donnant les références utiles à sa vérifiabilité et en les liant à la section « Notes et références ».

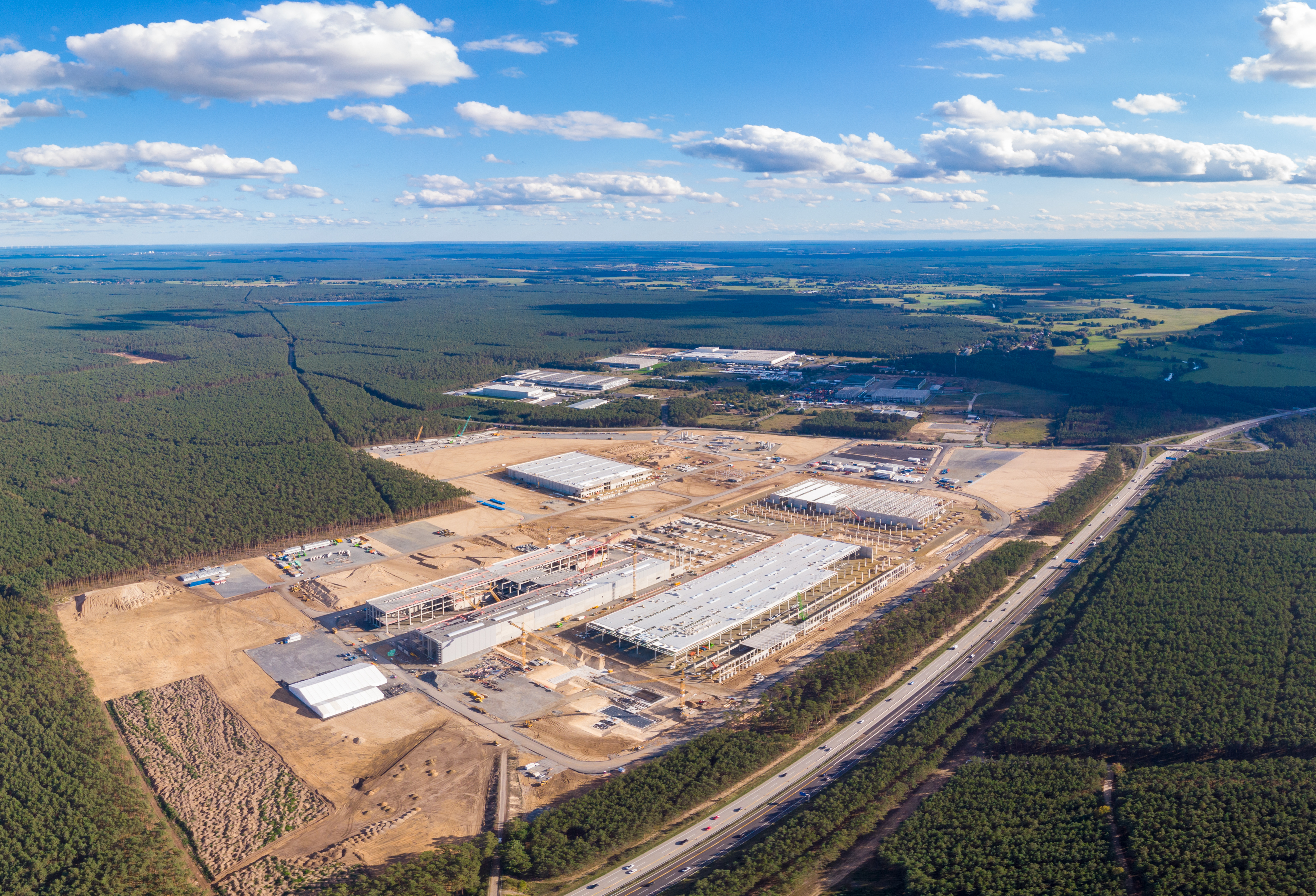
L'usine Tesla à Grünheide en cours de construction en 2020, à droite de la photo le Berliner Ring, à l'arrière le parc industriel de Freienbrink.

La Tesla Giga Berlin (ou Gigafactory 4 ou Gigafactory Europe) est une usine de l'entreprise automobile américaine Tesla à Grünheide au Sud-est de Berlin, en Allemagne,,. 
L'installation est destinée à produire plusieurs milliers de voiture par semaine, d'abord le Tesla Model Y puis la Tesla Model 3, avec un objectif de production de 500 000 véhicules par an.
En plus de la production des packs batteries et des groupes motopropulseurs, cette usine sera la première dans laquelle le constructeur produira également ses propres cellules de batteries.
À long terme, le site pourrait produire plus d'un million de véhicules par an ainsi que les dispositifs de stockage stationnaires développés par le constructeur. Elle pourrait également devenir la plus grande usine de batteries d'Europe, voire du monde.
Le 4 mars 2022, un communiqué du Ministère de l'Environnement de la région du Brandebourg annonce que les autorités allemandes donnent leur accord final pour la construction de cette Gigafactory.

## Histoire

### Recherche du site d'implantation
Les premières discussions autour d'une Gigafactory en Europe ont eu lieu début 2015.
Le projet d'usine était alors appelée Gigafactory 2 jusqu'au 22 février 2017 lorsque Tesla a commencé à identifier la Giga New York comme la Gigafactory 2. L'usine européenne allait donc s'appeler Gigafactory 4 ou Gigafactory 5 (Gigafactory 3 étant déjà utilisé pour la Giga Shanghai),.
Plus de 10 pays Européens voulaient avoir l'usine dans leur pays, :
- En avril 2016, Ségolène Royal (ministre de l'Écologie et du Développement Durable à l'époque) suggère la mutation de la centrale nucléaire de Fessenheim en cours de fermeture en usine Tesla[10],[11], soutenue par Michel Sapin (Ministre de l'Économie et des Finances à l'époque)[12],[13].
- Fin 2016, le ministre néerlandais des finances Henk Kamp annonce son intention d'attirer Tesla en proposant plusieurs sites d'implantation[14]. Il promeut l'idée d'une synergie avec le siège européen de Tesla, déjà situé aux Pays-Bas, tout comme une usine de finition à Tilbourg[15].
- En 2016, un site près de Prague en République Tchèque a été envisagé. Un gisement de lithium de 330 kilotonnes situé à proximité était un facteur pertinent à l'époque[16].
- Sigmar Gabriel, le ministre fédéral allemand de l'économie et de l'énergie de l'époque, a déclaré que Tesla était en pourparlers avec le gouvernement en 2015 au sujet d'une Gigafactory dans le pays[5]. Les autorités, des entreprises et plus de 100 000 citoyens de la région de la Basse-Lusace (100 km au sud-est de Berlin, près de la frontière entre l'Allemagne et la Pologne) ont demandé à Tesla d'envisager l'implantation d'une usine dans la région, à proximité du lithium tchèque. Ils ont suggéré l'EuroSpeedway Lausitz pour les essais de conduite, ainsi que Dekra[17].
- La Pologne et la Hongrie[citation nécessaire]
- Le Portugal a, par une campagne sur Internet et des négociations gouvernementales, tenté d'attirer l'usine sur son territoire[18],[19]. Le Portugal possède les plus grandes réserves de lithium en Europe[20].
- Paterna, en Espagne, cherchait également à être sélectionnée avant fin 2016[21],[9].
- La ville finlandaise de Vaasa annonce une initiative soutenue par le gouvernement pour attirer l'usine en 2016, promouvant à la fois des gisements de carbonate de lithium à proximité, une grande raffinerie de cobalt et une production annuelle de 50 kilotonnes de nickel[22],[23],[24].
- La Lituanie a attiré l'attention de Tesla[25] en janvier 2017 lorsque la communauté locale de jeu s'est unie pour recréer la potentielle Gigafactory dans le monde virtuel de Minecraft[26].
- Le gouvernement estonien cherche également à se faire sélectionner par Tesla, revendiquant un bon emplacement géographique et logistique, ainsi que 140 MW d'énergie renouvelable avec un contrôle total sur la tarification de l'usine dans la ville industrielle intelligente de PAKRI, sur la péninsule de Pakri[27],[28].

Les pays européens se sont fait une concurrence acharnée pour accueillir la Gigafactory en raison de la contribution importante qu'elle devrait apporter à l'économie. L'énorme installation, qui devrait être l'une des plus grandes lignes de fabrication en Europe, nécessitera un nombre considérable d'employés malgré la grande automatisation des processus de fabrication. Les états encouragent également la fabrication de batteries dans la région, car elle est considérée comme économie stratégique en raison de la transition mondiale croissante vers les énergies renouvelables. Un rapport de 2018 a révélé, par exemple, que le monde aura besoin d'au moins 25 giga-usines supplémentaires d'ici 2025. La hausse prévue de la demande de voitures électriques et des systèmes de stockage d'énergie suscite des inquiétudes quant à la dépendance de l'Europe vis-à-vis de l'Asie qui, début de 2018, représentait 88 % de la capacité mondiale de fabrication de batteries. Les gouvernements européens accordent désormais des subventions et incitent les entreprises comme Tesla ainsi que des start-ups locales de fabrication de batteries comme Northvolt et TerraE pour qu'elles construisent des infrastructures de production sur leur territoire. Selon Matthias Machnig, secrétaire d'État au ministère allemand de l'économie :
« Nous sommes au centre du plus grand et du plus profond changement dans l'industrie automobile depuis ses débuts. Nous serions naïfs de penser que nous pouvons traiter la technologie des batteries comme une marchandise qui peut être achetée partout dans le monde. »

### Annonce et construction
Le projet est officialisé par le PDG de Tesla, Elon Musk, le 12 novembre 2019 à la cérémonie de remise de prix Das Goldene Lenkrad (en) à Berlin
Le site se trouve à 35 kilomètres au Sud-est du centre de Berlin sur la ligne ferroviaire Berlin-Wrocław, qui forme la frontière nord du site entre la gare d'Erkner et la gare de Fangschleuse ; et au bord de l'autoroute A10, qui forme la frontière ouest.
Les travaux  démarrent début 2020 avec l'abbatage des arbres sur la zone de construction. La date d'ouverture est alors prévue pour juillet 2021.
La construction est retardée à de multiples reprises par des difficultés administratives pour la délivrance du permis de construire ; les ressources locales en eau étant jugées par certaines associations écologistes insuffisantes pour couvrir les besoins de l'usine. Début mai 2021, le permis définitif n’a toujours pas été délivré et le démarrage de la production est repoussé à la fin de l'année.

### Projet de doublement de la capacité
En juillet 2023, Tesla dépose une demande d'autorisation afin de faire passer la capacité de production de sa gigafactory près de Berlin de 500.000 à un million d'unités par an. Celle de batteries doit aussi doubler pour atteindre 100 gigawatts-heures par an.

### Questions environnementales

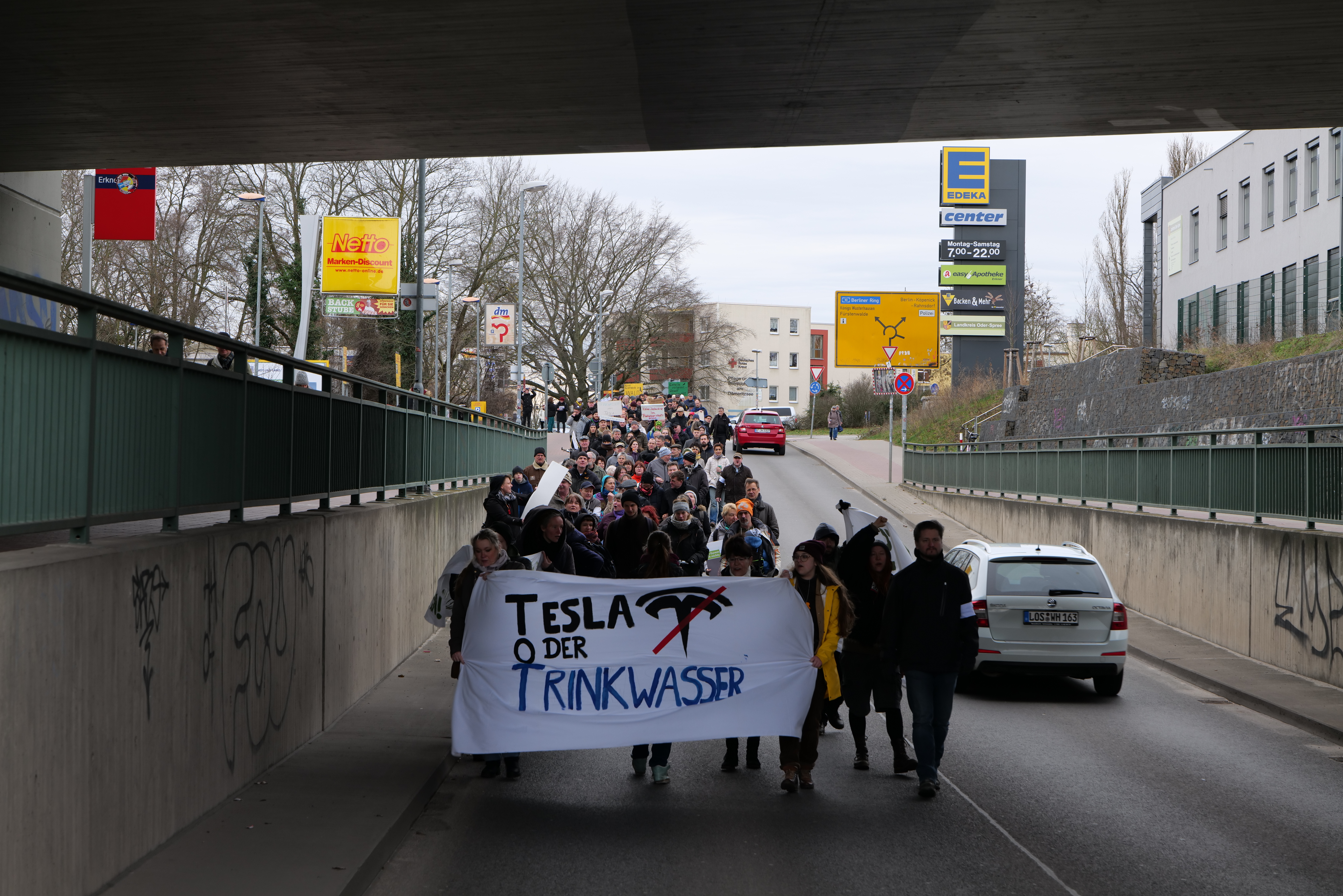
Manifestation en 2020 contre l'implantation de la Gigafactory: banderole Tesla oder trinkwasser (Tesla ou de l'eau potable.)

Le projet a provoqué des protestations concernant les impacts sur l'environnement dès 2020. La construction de l'usine suppose une déforestation qui menace un site de coronelle lisse et lézard des souches.
Une très forte contestation s'est matérialisée par plusieurs mobilisations : en février 2024 les habitants de la commune ont refusé à la majorité l'extension de l'usine, en mars 2024 un sabotage avait arrêté la production de l'usine pendant une semaine, en mai 2024 plus de 1 000 manifestants ont défilé,.

## Description

### Phase 1
La construction de la phase 1 a débuté en mai 2020 après trois mois de déforestation et de nivellement du sol. Cette phase 1 est composée d’un grand bâtiment principal et de plusieurs bâtiments annexes.

#### Bâtiment principal: quart Sud-ouest du terrain
Le bâtiment principal de la phase 1 est situé sur le quart Sud-ouest du terrain. Sa largeur sur l’axe Ouest-Est mesure environ 300 m tandis que sa longueur sur l’axe Nord-Sud mesure environ 700 m. Il permettra l’assemblage de 500 000 véhicules par an. La structure peut être divisée en 5 sous-parties :
- Sous-partie basse au Sud : 80 000 m2 au sol, 300 m de large, 250 m de long et 12 m de haut : atelier d’assemblage final. Il comportera deux lignes d’assemblage final (en anglais General Assembly) occupant 30 000 m² au sol et permettant l’assemblage de 250 000 véhicules chacune. C’est sur ces lignes que l’on assemble toutes les pièces restantes du véhicule. On réalise d’abord le « mariage » entre le châssis peint et le « Drive Unit » (pack batterie, moteurs et suspensions). Puis, toutes les pièces plastiques, les câblages, les garnitures intérieures, les vitres… sont ajoutées. Les 20 000 m2 au sol restant serviront aux docks pour les camions et à la production des sièges. Des mezzanines accueillant des bureaux et un service de restauration pour les ouvriers seront également présentes au-dessus des docks.
- Sous-partie basse à l’Ouest : 65 000 m2 au sol, 180 m de large, 350 m de long et 12 m de haut : atelier de carrosserie (en anglais Body in White). C’est ici que toutes les pièces du châssis et de la carrosserie sont soudées, collées ou visées entre elles avant de partir à la peinture. Cet atelier devait à l’origine accueillir deux lignes de production bien distinctes d’une capacité de 250 000 véhicules par an chacune. Tesla a finalement revu ces plans, l’atelier aura toujours une capacité totale de 500 000 véhicules par an, mais sera constitué d’un plus grand nombre de sous-unités de production, sans doute pour une plus grande adaptabilité. Sur toute sa façade Ouest, cet atelier comportera des docks pour les camions, permettant un accès direct aux livraisons depuis les lignes de production, limitant la logistique. Une mezzanine sera située au-dessus des docks sur toute la longueur de l’atelier, elle accueillera des bureaux et des salles de détente pour les ouvriers.
- Sous-partie haute au Nord-Ouest : 20 000 m² au sol, 180 m de large, 100 m de long et 20 m de haut : atelier d’emboutissage. À terme, ce sont 3 machines qui devront être installées pour permettre la production de 500 000 véhicules par an. En 2020, l’atelier ne s’étend que sur environ 7 000 m² au sol et ne comporte qu’une machine d’emboutissage capable de produire les pièces du châssis et de carrosserie pour environ 200 000 véhicules par an.
- Sous-partie haute au Nord-Est : 40 000 m2 au sol, 120 m de large, 300 m de long et 20 m de haut : atelier de peinture. Répartis sur trois niveaux, il sera doté d’un des matériels de peinture les plus avancés au monde, conçu par l’entreprise italienne Geico Teiki-Shai[40].
- Sous-partie haute à l’Est : 20 000 m2 au sol, 120 m de large, 150 m de long et 20 m de haut : atelier de moulage sous pression des pièces en aluminium et en plastique. Cet atelier pourra accueillir jusqu’à 8 GigaPress permettant de mouler d’un seul bloc des pièces d’aluminium de 130 kg. Ces pièces constituent les parties avant et arrière du châssis de la voiture. L’atelier accueillera également des presses pour les pièces en plastique telles que les pare-chocs. Ceux-ci pourront ensuite partir directement dans l’atelier de peinture juste à côté.

La construction extérieure s’est terminée en mai 2021 et la préparation des lignes de production s'est achevée en octobre 2021. La production de prototypes est alors autorisée par le gouvernement mais la production de masse devrait commencer début 2022.

#### Bâtiments annexes: quart Sud-est du terrain
D’autres bâtiments annexes à la production ont été construits sur le quart Sud-est du terrain. En 2021, la structure peut être divisée en 2 sous-parties :
- Sous-partie basse au Sud-Ouest : 20 000 m2 au sol, 170 m de large, 140 m de long et 12 m de haut : atelier de production des moteurs et des packs batteries. La production s’y déroule sur un niveau et demi. Ce bâtiment sera sans doute agrandi vers le Nord et Sud pour occuper près de 50 000 m² au sol et permettre la production de 500 000 groupes motopropulseurs par an.
- Sous-partie haute au Sud-Est : 20 000 m² au sol, 70 m de large, 300 m de long et 20 m de haut : unité de production des cellules de batteries. Le bâtiment compte 4 niveaux pour accueillir la production. Ce volume utile devrait permettre une production annuelle de 40 à 50 GWh, ou 500 millions de cellules 4680. Le bâtiment pourra être étendu vers l’Ouest et au Nord légèrement, occupant environ 45 000 m² au sol. Son volume et sa capacité pourraient ainsi doubler. Il est intéressant de constater que dans ces conditions le bâtiment aurait quasiment la même superficie et la même configuration que son homologue à la Giga Texas. Une fois fini, ce bâtiment devrait, entre autres, comporter 2 machines d’emboutissage pour les cellules, 4 à 5 lignes d’assemblage final et 9 à 10 machines de fabrication des électrodes.

Une dernière sous-partie pourrait être construite au Nord pour accueillir un entrepôt de stockage et dans le futur une unité de recyclage des batteries.

## Production
Le début de la production devrait débuter début 2022 mais est toujours dépendante de l'approbation définitive de l'usine par les autorités allemandes. 
La Giga Berlin produira dans un premier temps exclusivement des Tesla Model Y Performance pour le marché européen.
En juillet 2023, l'usine produit 5 000 modèles Y par semaine, contre 3000 à la fin de 2022, à raison de 10 heures par véhicule. Elle emploie 10 000 employés en trois-huit. Elle n'est qu'à la moitié de sa capacité actuelle et la montée en puissance se veut progressive. Le projet d'usine de cellules de batterie qui doit voir le jour à côté de la gigafactory a été reporté, Tesla ayant préféré privilégier pour le moment sa production outre-Atlantique pour profiter des subventions de l'IRA.
Le 19 juillet 2024, l'usine est mise à l'arrêt quelques heures en raison de la panne du logiciel de sécurité Crowdstrike. La panne réparée, le logiciel est ensuite supprimé des ordinateurs.